# Ebaeina
Ebaeina es una tribu de coleópteros polífagos de la familia Melyridae.

## Géneros
| - Anthocomus Erichson, 1840 - Charopus Erichson, 1840 - Ebaeus Erichson, 1840 - Epiebaeus Wittmer, 1995 - Holzschuhus Wittmer, 1996 - Hypebaeina Wittmer, 1995 - Hypebaeus Kiesenwetter, 1863 - Hypomixis Wittmer, 1995 - Hypotroglops Wittmer, 1983 - Incisomalachius Pic, 1914 - Indiattalus Pic, 1915 | - Indiebaeus Wittmer, 1957 - Kuatunia Evers, 1948 - Lusingattalus Pic, 1919 - Malachiomimus Champion, 1921 - Mixis Abeille de Perrin, 1885 - Nepachys C.G. Thomson, 1859 - Platyebaeus Wittmer, 1995 - Sceloattalus Wittmer, 1966 - Tropiebaeus Wittmer, 1957 - Urodactylus Thomson, 1858 - Yunnanebaeus Wittmer, 1996 |